# Chiesa di San Romolo (Bivigliano)
San Romolo a Bivigliano è un'antica chiesa parrocchiale eretta in stile romanico che si trova a Bivigliano, nel comune di Vaglia, in provincia di Firenze, nel territorio del vicariato del Mugello Ovest dell'arcidiocesi di Firenze.
È dedicata a san Romolo di Fiesole, martire sotto Domiziano e patrono della città di Fiesole.

## Storia e descrizione
La sua costruzione è anteriore al Mille, ma essa è ricordata dal 1158. All'interno ha una sola navata e l'abside è semicircolare.
La chiesa conserva una pala d'altare, opera di Andrea Della Robbia, rappresentante la Vergine col Bambino, tra i santi Romolo, Jacopo, Giovanni Battista e Francesco d'Assisi. Inoltre vi si trova una statua di legno, rappresentante San Giovanni Battista, attribuita a Francesco da Sangallo e databile al 1515-20, ed anche due dipinti di Annigoni, che rappresentano Sant'Antonio da Padova e la Madonna del Rosario.

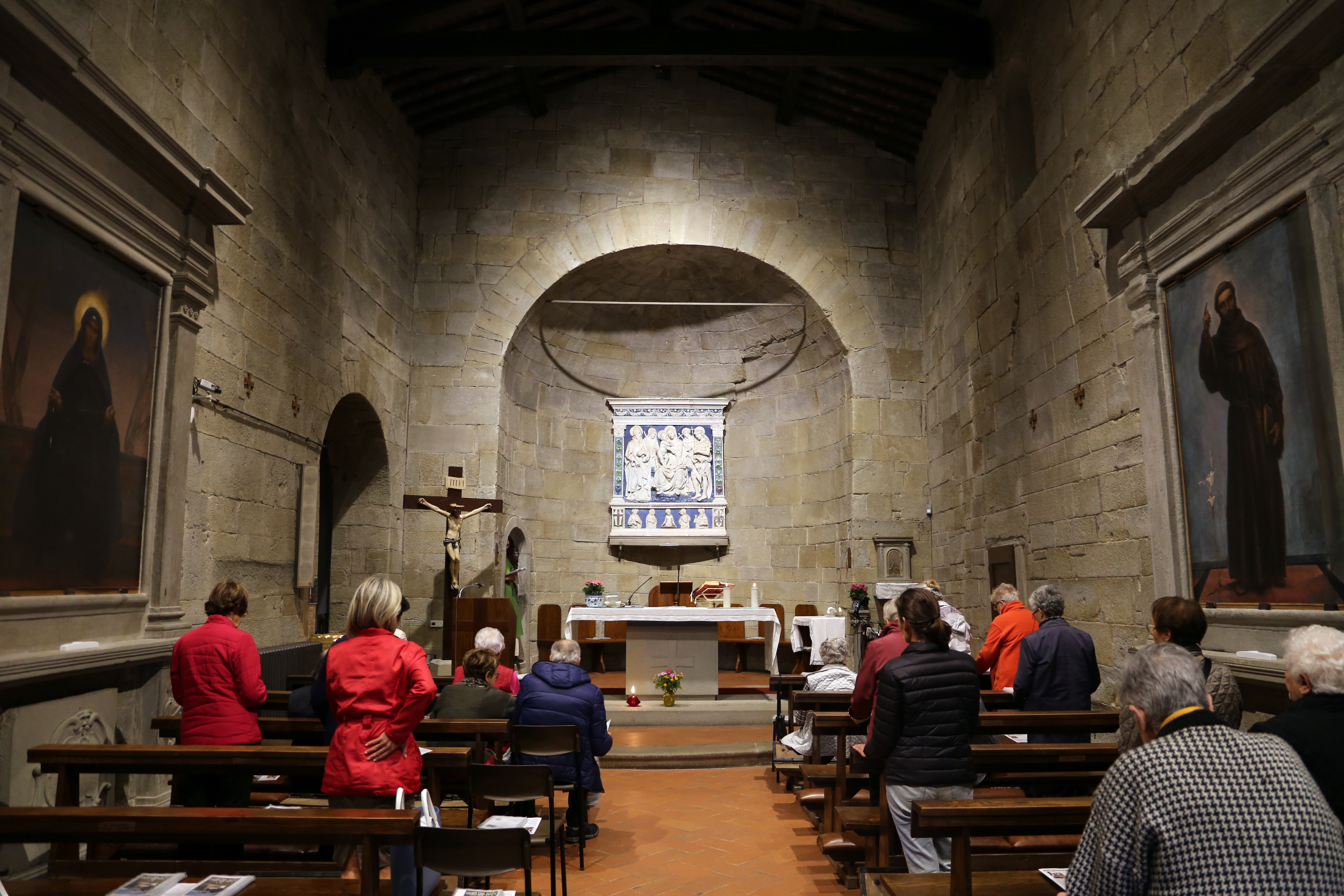
Interno
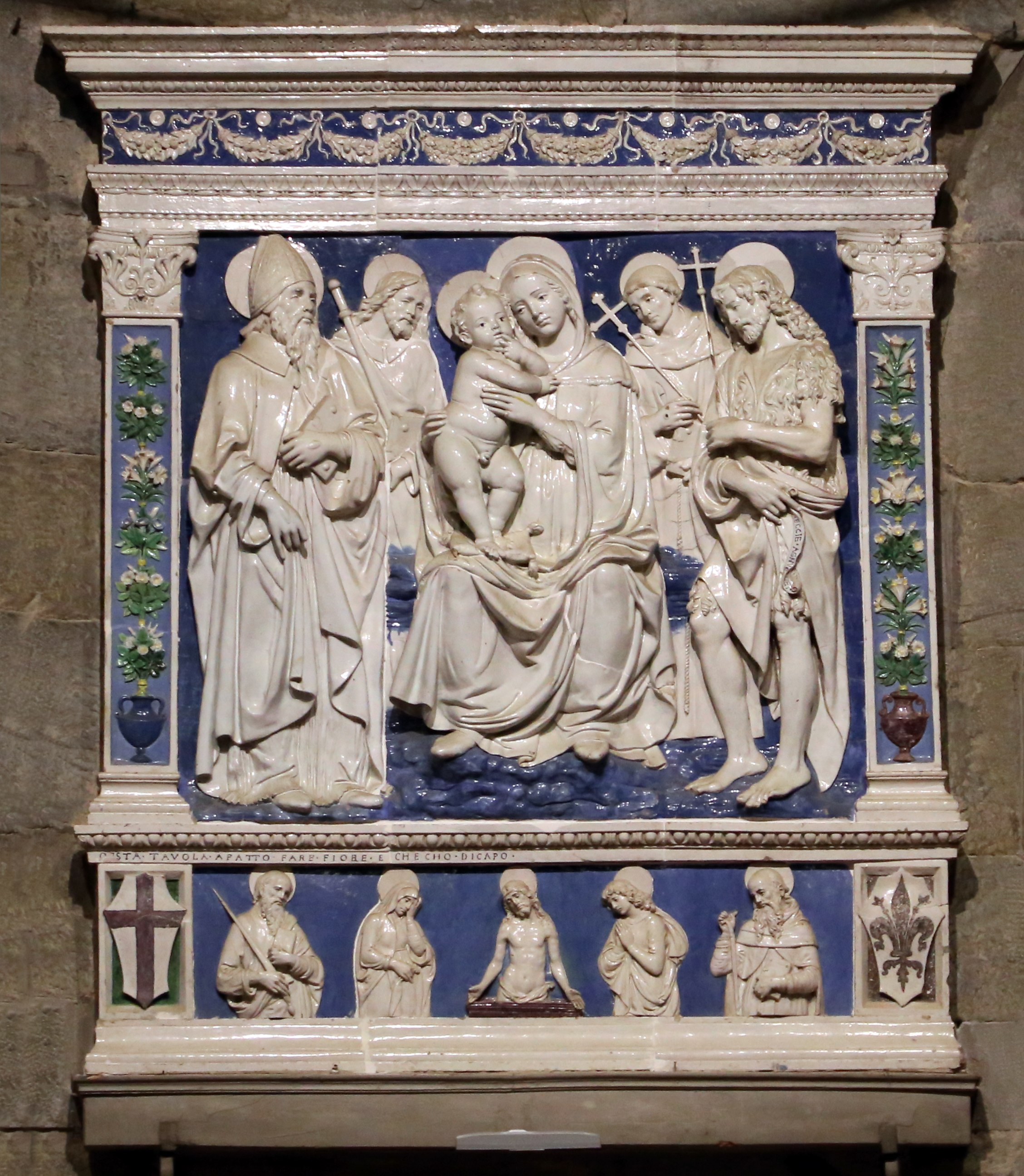
La pala di Andrea della Robbia